# Burak pastewny

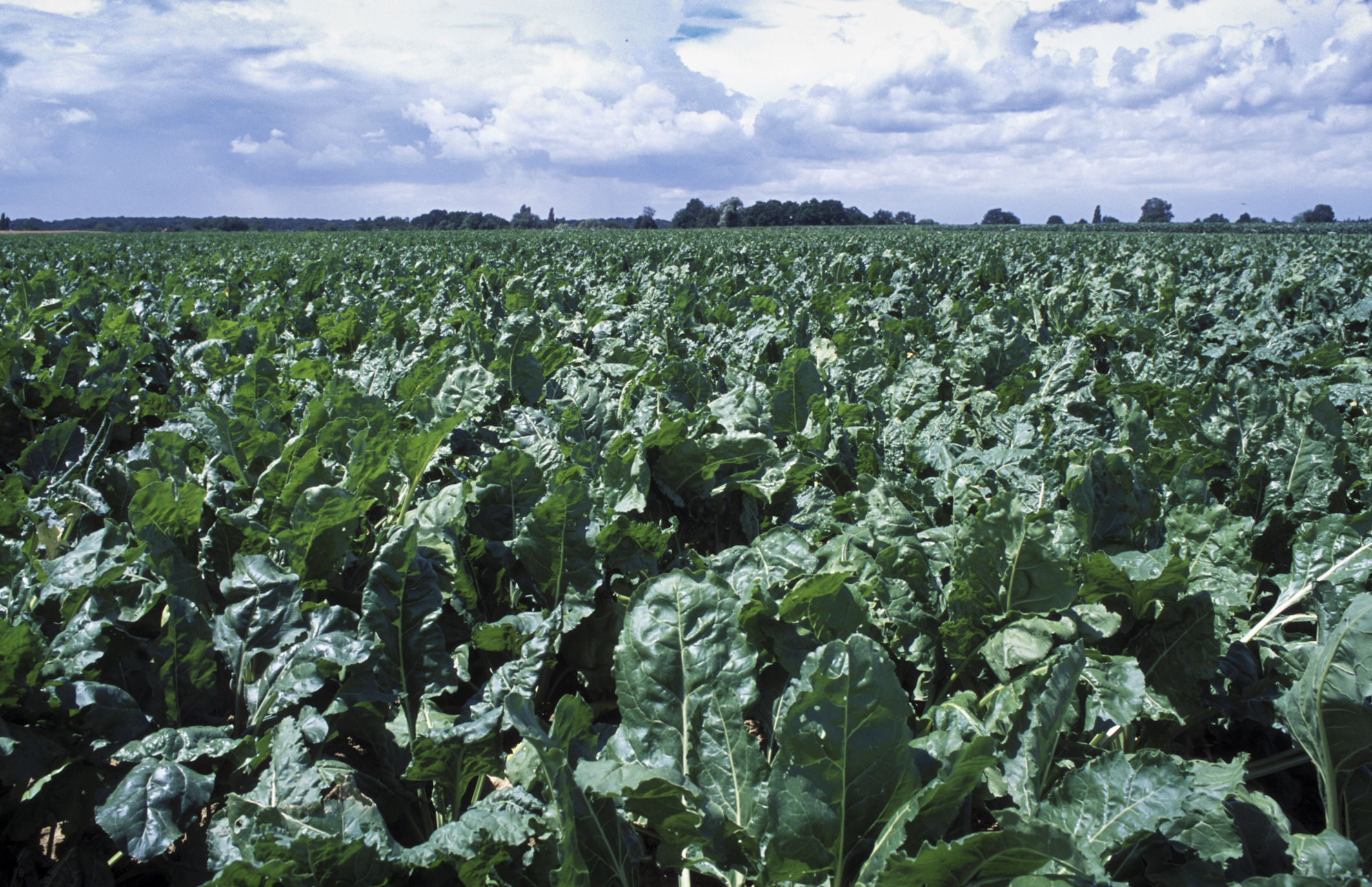
Plantacja buraka pastewnego.

Burak pastewny – grupa kultywarów podgatunku buraka zwyczajnego (Beta vulgaris L. subsp. vulgaris). W Polsce jest pastewną rośliną uprawną.

## Morfologia
Ma grubą, mięsistą bulwę hypokotylową. Od innych odmian buraka różni się tym, że bulwa jest jasna i wystaje górną częścią z ziemi.

## Zmienność
Wyróżnia się trzy jego typy:
1. półcukrowy – najbliższy do buraka cukrowego pod względem wyglądu i zawartości cukru (15-16%),
ma stosunkowo długi korzeń i krótką szyję korzeniową,
zanurzony w glebie 2/3,
ma wyższe wymagania odnośnie do opadów,
2. mamut – korzeń długi, wrzecionowaty, do ½ tkwi w glebie, lekko skręcony korzeń, kolorowe, głowa dłuższa, zawartość cukru do 10%, plon korzeni wyższy niż półcukrowego, jakość gorsza – więcej wody,
3. walcowaty – walec zakończony małym szpicem, żółty, czerwony, krótka część korzeniowa – 1/3 korzenia, szyja bardzo długa, część korzeniowa tkwi w glebie, można uprawiać na najpłytszych glebach, potrzebuje dużo opadów, bardzo wysoki plon, 6% cukru.

## Zastosowanie
Roślina wykorzystywana jest jako pastewna – na paszę dla zwierząt.